# Lichtgestalten
Lichtgestalten (укр. «світлі образи») — міні-альбом швейцарського гурту Lacrimosa. Він є свого роду продовженням альбому Lichtgestalt, що вийшов сімома місяцями раніше. За словами Тіло Вольфа, бувши епілогом до «Lichtgestalt», «Lichtgestalten» сприяє глибшому розумінню цього альбому.

## Список композицій
| #  | Назва                                           | Автор      | Тривалість |
| -- | ----------------------------------------------- | ---------- | ---------- |
| 1. | «Lichtgestalt»                                  | Тіло Вольф | 5:15       |
| 2. | «Lichtgestalt» (Snakeskin remix)                | Тіло Вольф | 4:36       |
| 3. | «Unerkannt»                                     | Тіло Вольф | 7:36       |
| 4. | «Skintight»                                     | Тіло Вольф | 4:53       |
| 5. | «Road To Pain»                                  | Тіло Вольф | 4:21       |
| 6. | «Siehst Du Mich Im Licht?» (Atrocity ReVersion) | Тіло Вольф | 4:49       |

## Учасники запису[Архівовано1 жовтня 2011 уWayback Machine.]
- Catharina Boutari, Uli Brandt  — бек-вокал;
- Christopher Clayton — диригент на «Lichtgestalt»;
- AC — ударні на «Skintight»;
- Manne Uhlig — ударні на «Lichtgestalt» та «Unerkannt»;
- Thomas Nack — ударні на «Road To Pain»;
- Jay P. — гітара, бас-гітара;
- Die Spielmann-Schnyder Phliharmonie — оркестр на «Lichtgestalt»;
- Tom Meyer — мастеринг
- Анне Нурмі — синтезатор, вокал;
- Тіло Вольф — вокал, фортепіано, програмування.

## Примітка
1. ↑  Существо из света (рос.). Russian Darkside e-Zine. Архів оригіналу за 29 квітня 2012. Процитовано 15 вересня 2015.